# A-101 (Аполо)
A-101, наричана също и SA-6, е първият полет на всички степени на ракетата-носител „Сатурн“. Полезният и товар представлява макет на космически кораб „Аполо“. Наименованието А-101 е дадено като първи полет с кораба „Аполо“ на борда.

## Цели на полета
Първите 5 полета са за проверка функционалността на ракетата. Конкретната задача на този полет е проверка възможността на ракетата „Сатурн I“ да изведе космическия кораб в орбита. Това е макет на кораба, изработен така, че неговите размери, тегло, център на тежестта да съответстват точно на оригинала

## Ход на полета
Стартът е даден на 28 май 1964 г., в 17:07 мунути от площадка 37В на космодрума Кейп Канаверал след две отлагания. Полетът протича нормално до 76,9 секунда, когато изключва единия от двигателите на първата степен. За разлика от мисия SA-4, когато единият от двигателите е изключен умишлено този път това не е планирано. Системата за контрол отговаря адекватно, като увеличава мощността на останалите двигатели за компенсиране липсата на единия. След приключване работата на първата степен става успешното и отделяне и включването на всичките и 6 двигатели на втората. Втората степен приключва своята работа на 624,5 секунда от старта и извежда макета на кораба в орбита. Правят 54 обиколки около Земята, а поставената на борда и апаратура продължава да предава телеметрични данни до четвъртата, след което се изтощават батериите и. И макета и втората степен навлизат обратно в атмосферата на 2 юни и изгарят над Тихи океан.